# 黑尔蒙瑟特
黑尔蒙瑟特是奥地利上奥地利州乌尔法尔城郊县的一个市镇。总面积18平方公里，总人口2111人，人口密度117.3人/平方公里（2005年）。